# Vis Pesaro dal 1898
Vis Pesaro dal 1898 of kortweg Vis Pesaro is een Italiaanse voetbalclub uit Pesaro die uitkomt in de Serie C. De club werd opgericht in 1898. Na een faillissement werd de club heropgericht in 2008 en startte toen als amateurclub. Sinds 2017-18 komt de club weer uit in de Serie C.

## Bekende (ex-)spelers
- Jay Enem
- Francesco Fedato
- Gian Piero Gasperini
- Delio Rossi
- Wilson Cruz da Silveira
- Giuseppe Zappella

Arezzo ·
Ascoli ·
Campobasso ·
Carpi ·
Gubbio ·
Legnano ·
Lucchese ·
AC Milan Futuro ·
Perugia ·
Pescara ·
US Pianese ·
Pineto ·
Pontedera ·
Rimini FC ·
Sestri Levante ·
SPAL ·
Ternana ·
Torres ·
Virtus Entella ·
Vis Pesaro